# HMS Niobe (1898)
El HMS Niobe fue un crucero protegido de 1ª clase de la Clase Diadem que navegó bajo las banderas de la Royal Navy y de la Royal Canadian Navy.

## Botadura y alistamiento
Fue construido por Vickers Limited, Barrow-in-Furness (Inglaterra), y botado el 20 de febrero de 1897. Entró en servicio en la Royal Navy en 1898.
El buque formaba parte de la Clase Diadem que estaba compuesta por 8 cruceros protegidos.

## Historia operacional

### En la Royal Navy

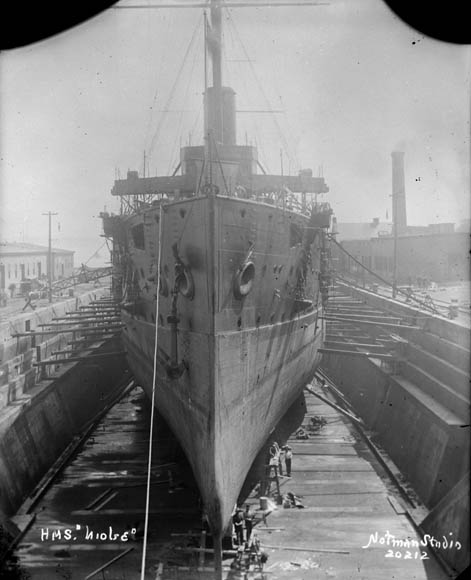
El crucero Niobe, en dique seco en Halifax (Nueva Escocia)

Estaba asignado a la Escuadra del Canal al estallar la segunda guerra bóer (1899–1900), y fue enviado a Gibraltar para escoltar transportes de tropas hacia la provincia del Cabo.
El 4 de diciembre de 1899, el Niobe y el crucero protegido HMS Doris rescataron tropas y tripulación del buque SS Ismore, que había encallado. Más tarde participó en acciones durante la segunda guerra bóer y le fue concedida la Medalla Sudafricana de la Reina a su tripulación.
Volvió al Canal de la Mancha, pero más tarde, se encargó de la escolta de buques hasta Colombo, en Ceilán.

### Entrega a Canadá
El Niobe, junto al crucero protegido HMS Rainbow fueron entregados al dominio británico de Canadá para crear su nueva marina de guerra, la Royal Canadian Navy (RCN).
El crucero fue transferido a la RCN, el 6 de septiembre de 1910, partiendo desde los astilleros de Devonport y llegando a la ciudad de Halifax el 21 de octubre del mismo año.
El crucero tocó fondo cerca del Cabo Sable, en Nueva Escocia, la noche del 30 al 31 de julio de 1911. Las reparaciones duraron 18 meses y su velocidad máxima quedó reducida permanentemente.

### Primera Guerra Mundial
Al estallar la Primera Guerra Mundial, el Niobe se incorporó a la 4ª Escuadra de Cruceros de la Royal Navy en la Flota de Norteamérica e Indias Occidentales (North America and West Indies Station). 
Su misión fue la de interceptar buques alemanes a lo largo de las costas americanas, labor que realizó durante un año y que dejó al buque muy deteriorado, por lo que fue retirado, el 6 de septiembre de 1915, para ser utilizado como buque-almacén en la ciudad de Halifax.
En 1917, durante el incidente conocido como la Explosión de Halifax, el Niobe recibió serios daños en su superestructura, así como la pérdida de varios de sus tripulantes. Sin embargo, el crucero continuó siendo utilizado como buque-almacén hasta que fue dado de baja y vendido para su desguace en 1920.
Fue desguazado en Filadelfia en 1922.

## Legado
Modelos y colecciones de artefactos del Niobe pueden ser encontrados en muchos museos canadienses, incluido el Maritime Museum of the Atlantic y el Maritime Command Museum en Halifax.

## Oficiales al mando
- Capitán de fragata W. B. MacDonald, Royal Navy, 6 de septiembre de 1910 - ?
- Capitán de corbeta C. E. Aglionby, Royal Navy, 20 de junio de 1913 - ?
- Capitán de navío R. G. Corbett, Royal Navy, 15 de agosto de 1914 - 1 de septiembre de 1915.
- Capitán de fragata P. F. Newcombe, Royal Navy, 16 de octubre de 1916 - ?
- Capitán de fragata H. E. Holme, Royal Canadian Navy, 22 de diciembre de 1917 - 1 de junio de 1920.